# コマルカ・デ・デサ
コマルカ・デ・デサ（Comarca de Deza）はスペインガリシア州ポンテベドラ県のコマルカで、同県の最北東部、同州のほぼ中央部に位置する。
アゴラーダ、ドソン、ラリン、ロデイロ、シジェーダ、ビラ・デ・クルセスの6自治体によって構成される。
隣接するコマルカは、北がコマルカ・デ・アルスーアとコマルカ・ダ・テーラ・デ・メリーデ（両コマルカともア・コルーニャ県）、東がコマルカ・ダ・ウジョーアとコマルカ・デ・チャンターダ（両コマルカともルーゴ県）、南がコマルカ・ド・カルバジーニョ（オウレンセ県）、西がコマルカ・デ・タベイロス＝テーラ・デ・モンテスとコマルカ・デ・サンティアーゴ（ア・コルーニャ県）である。
面積は1,026.7km²で、2010年の人口は44,769人（2007年：44,870人）。コマルカの中心地区は自治体ラリンのラリン教区のラリン地区。カステーリャ語表記はComarca del Deza。

## 地理
| コマルカ・デ・デサの構成自治体（2010年）              |            |             |                    |
| 自治体                                                | 人口（人） | 面積（km²） | 人口密度（人/km²） |
| アゴラーダ                                            | 2,995      | 147.8       | 20.3               |
| ドソン                                                | 1,781      | 74.2        | 24.0               |
| ラリン                                                | 21,216     | 326.8       | 64.9               |
| ロデイロ                                              | 3,092      | 154.9       | 20.0               |
| シジェーダ                                            | 9,248      | 168.0       | 55.0               |
| ビラ・デ・クルセス                                    | 6,437      | 155.0       | 41.5               |
| 計                                                    | 44,769     | 1,026.7     | 43.6               |
| 出典:INE（スペイン国立統計局）、IGE（ガリシア統計局） |            |             |                    |